# Edin Terzić
Edin Terzić (ur. 30 października 1982 w Menden) – niemiecki piłkarz występujący na pozycji napastnika oraz trener, do 13 czerwca 2024 zatrudniony w niemieckim klubie Borussia Dortmund. W trakcie swojej kariery grał w takich zespołach jak FC Iserlohn 46/49, Westfalia Herne, SG Wattenscheid 09, BV Cloppenburg oraz Borussia Dröschede.
Z Borussią Dortmund wygrał Puchar Niemiec w sezonie 2020/2021 jako tymczasowy trener, a w sezonie 2023/2024 doszedł z zespołem do finału Ligi Mistrzów UEFA, pokonując PSV Eindhoven w 1/8 finału, Atlético Madryt w ćwierćfinale i Paris Saint-Germain w półfinale, jednak w finale jego drużyna uległa Realowi Madryt 0:2 na Stadionie Wembley. Po tej porażce Terzić ogłosił rozwiązanie kontraktu z Borussią Dortmund

## Statystyki kariery

### Trener
Aktualne na 7 maja 2024.
| Zespół            | Od              | Do              | Statystyka | Statystyka | Statystyka | Statystyka | Statystyka |
| Zespół            | Od              | Do              | M          | W          | R          | P          | % W        |
| ----------------- | --------------- | --------------- | ---------- | ---------- | ---------- | ---------- | ---------- |
| Borussia Dortmund | 13 grudnia 2020 | 30 czerwca 2021 | 32         | 20         | 4          | 8          | 62,50      |
| Borussia Dortmund | 23 maja 2022    | 13 czerwca 2024 | 93         | 54         | 20         | 19         | 58,06      |
| Łącznie           | Łącznie         | Łącznie         | 125        | 74         | 24         | 27         | 59,20      |

## Sukcesy

### Borussia Dortmund
- Puchar Niemiec: 2020/2021